# Hyperwithius tonkinensis
Hyperwithius tonkinensis är en spindeldjursart som beskrevs av Beier 1951. Hyperwithius tonkinensis ingår i släktet Hyperwithius och familjen Withiidae. Inga underarter finns listade i Catalogue of Life.